# Кашкајци
Кашкајци (на свом језику Qaşqaylari), познатији и као Гашкаји, конгломерација су кланова састојући се претежно од туркијских племена. У мањој мери се састоје од Лура, Курда и Арапа. Скоро сви Кашкајци говоре западни огушки дијалект, који је веома сродан азерском језику, а говоре и персијски језик. Већином живе у покрајинама Фарс, Хузестан, Кохкилујех и Бујер Ахмад, Чахармахал и Бахтијар, Бушер и Исфахан. Кашкајци су традиционално били номадски сточари, што се одржало и дан данас. Већина је, међутим, постала делом или у потпуности седентарна. Тренд према настањеном подручју се повећавао 60их година.
Кашкајци се деле у пет главна племена: Амале (или Амалех), Дере-Шорлу (или Даре-Шури), Кашкол (или Кашкули), Шишбејли (или Шешболуки) и Ејмур (или Фарсимадан).
Кашкајци се сматрају потомцима древног туркијског племена Огуза, део тог племена је настанио јужни Иран негде у 10. веку.
По овом племену је назван кросовер Нисан кашкај.

## Популација
Број Кашкајаца је тешко установити - помињу се бројке између 949.000 и 2.500.000, не само због номадског начина живота већ и разлике међу појединачним племенима. Према попису из 2007. године укупно их је било око 2.500.000.

## Језик
Кашкајци говоре кашкајским језиком, који припада туркијској групи алтајске језичке породице. Веома је сродан азерском језику. Не постоји посебно кашкајско писмо, већ се користи персијско-арапско писмо.

## Религија
По вероисповести су углавном шиитски муслимани.